# Simon Fraser, XI Lord Lovat
Simon Fraser, XI Lord Lovat (1667 circa – Londra, 9 aprile 1747), soprannominato 'la Volpe', era un giacobita scozzese e capo del clan Fraser di Lovat, noto per le sue faide e i cambi di lealtà.

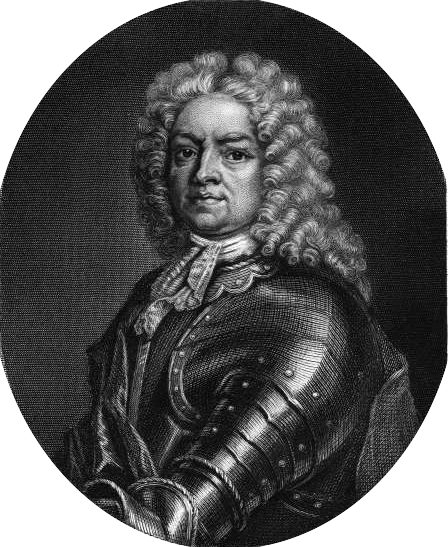
Immagine Lord Lovat tratta da "Memoirs of the Jacobites".

Nel 1715, era stato un sostenitore del casato di Hannover, ma nel 1745 cambiò sponda e sostenne la pretesa degli Stuart sulla corona del Regno Unito. Lovat fu tra gli Highlander sconfitti nella battaglia di Culloden e dichiarato colpevole di tradimento contro la Corona, a seguito del quale fu condannato a morte e successivamente decapitato. Fu l'ultimo uomo in Gran Bretagna ad essere giustiziato tramite decapitazione, anche se questa non fu abolita formalmente nella legislazione del Regno Unito fino al 1973.

## Infanzia
Simon, secondogenito di Thomas Fraser (1631-1699), noto come ‘Thomas di Beaufort’ e di Sybilla Macleod (+1682), apparteneva al ramo dei Fraser di Beaufort, imparentato con Lord Lovat, il capo del Clan Fraser. Simon fu istruito privatamente nella sua casa nei pressi di Beauly, seguito da un periodo al liceo di Inverness. Era uno studente capace e imparò a parlare fluentemente in inglese, francese e gaelico; inoltre acquisì solide basi di latino.
Suo fratello maggiore Alexander morì per le ferite ricevute combattendo le forze governative nell'inconcludente battaglia di Killiecrankie. Simon, a quel punto erede di suo padre, lasciò la sua dimora per studiare presso il King's College di Aberdeen, dove si rivelò uno ‘studente diligente’ e successivamente si laureò nel 1695.

## Questioni di eredità

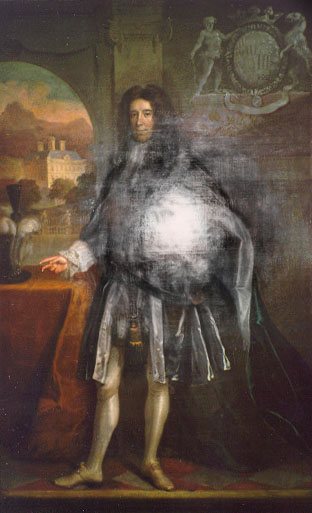
John Murray, conte di Tullibardine e duca di Atholl

Dopo la laurea, nel 1695, si trovò in un bivio, poiché alla guida del clan c'era Hugh Fraser, IX Lord Lovat (1666-1696). Riconoscendo la minaccia rappresentata per il proprio clan dalla potenza in espansione del vicino Clan Mackenzie, nonché dei suoi alleati, i Murray di Atholl, Simon di Beaufort aveva bisogno di assicurare la successione di suo padre alla signoria. C'erano due strade possibili da intraprendere per lui: la legge o le armi. Egli scelse quest'ultima. Di conseguenza, andò ad Edimburgo e si impegnò a reclutare trecento uomini dal suo clan per far parte di un reggimento al servizio di Guglielmo e Maria. Ciò fu fatto più per garantire un corpo di soldati ben addestrati sotto la sua influenza che per fedeltà al governo. Tuttavia, un sospettoso Lord John Murray (fratello della moglie di Hugh Fraser, Amelia Murray), colonnello del reggimento di Simon, fu dato solo una luogotenenza, piuttosto che un capitanato retribuito.
All'inizio del 1696, in occasione di un viaggio a Londra in compagnia di Simon di Beaufort e di Lord John Murray, Hugh stabilì la successione del titolo di Lovat in favore dei Fraser di Beaufort. Hugh morì quello stesso anno, e Thomas di Beaufort (padre di Simon) assunse quindi il titolo di X Lord Lovat, ma la successione doveva essere contestata da Lord John Murray, ora conte di Tullibardine e l'uomo più potente di Scozia.

## Violenza aperta
Dopo un feroce scontro verbale a Edimburgo, in cui Tullibardine tentò di far rinunciare a Simon alla sua pretesa sulla signoria, Simon andò al castello di Dounie per negoziare con la vedova di Hugh, Amelia, per la mano della figlia (anche ella di nome Amelia). Tullibardine rispose allontanando sua nipote nel castello di Blair, roccaforte dei Murray. Il suo intento era quello di darla in moglie ad Alexander Fraser, erede di Lord Saltoun e non imparentati con i Fraser delle Highland.
Simon rispose a ciò rapendo il giovane Master of Saltoun quando arrivò nel territorio dei Fraser nel tentativo di ottenere il sostegno locale per il matrimonio. Avendo costruito una forca al fuori della finestra della sua prigione e minacciando di impiccarlo, Simon dissuase con successo Alexander dallo sposare l'ereditiera. Anche se questo incidente era una caratteristica di una contesa privata fra clan, Tullibardine non aveva nessun'intenzione di mettere la cosa a tacere. Dichiarò che i Fraser erano insorti in un'aperta ribellione contro la Corona, e tormentò il colonnello responsabile delle caserme del governo a Fort William per procedere contro Fraser.
Prima che la Corona potesse rispondere, però, Simon si impegnò in un'azione nell'ottobre 1697 che doveva avere conseguenze disastrose per se stesso e gli altri. ‘Se non poteva avere Amelia la figlia, avrebbe avuto Amelia la madre’. Mentre si trovava al castello di Dounie fece ‘ubriacare’ un ministro episcopale e lo portò lì affinché li sposasse. Poi la violentò. La sua famiglia, la più potente in Scozia, fu naturalmente furibonda da questo atto di violenza. Una volta che Simon permise a sua moglie di ricongiungersi con la sua famiglia al castello di Blair, il concilio privato e la corte di Sessione emanarono ‘Letters of Intercommuning’, impedendo alle persone di "comunicare" con Simon, suo padre e uno dei suoi seguaci. Inoltre, potevano essere catturati ‘vivi o morti’. Fu inviata una spedizione militare sia di uomini dei Murray di Atholl sia di truppe governative nel paese di Fraser nel febbraio 1698 nel tentativo di catturarlo. Simon e suo padre fecero una buona fuga sugli altipiani, e le truppe poterono fare ben poco ma distrussero le proprietà Fraser.

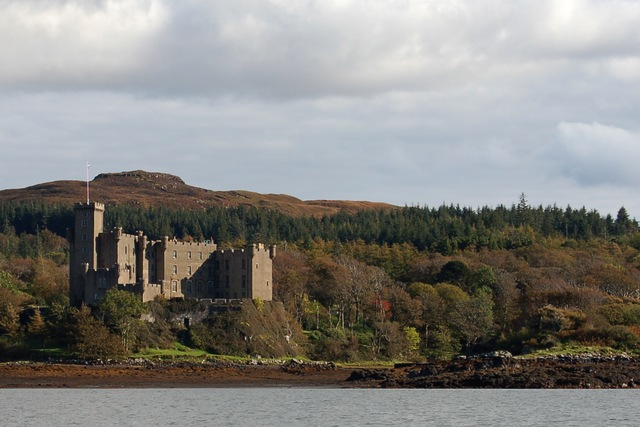
Castello di Dunvegan

Alla fine, furono citati a rispondere a due accuse: matrimonio forzato e stupro, nonché l'aumento di uomini in armi. A settembre 1698 - ed ancora notabile per la loro assenza - Simon, suo padre, e venti uomini principali del clan furono condannati del crimine capitale di ribellione. Alla fine Simon e suo padre si rifugiarono nel castello di Dunvegan sull'isola di Skye, sede ancestrale del clan McLeods, la famiglia di sua madre. Fu qui che nel maggio 1699 che il vecchio Thomas morì all'età di 69 anni, con ancora una taglia sulla sua testa. Simon assunto il titolo di Lord Lovat, era un fuorilegge e incapace di reclamare le sue proprietà. Simon fu obbligato a seppellire suo padre a Dunvegan piuttosto che nel tradizionale luogo di sepoltura dei Fraser di Lovat, a Wardlaw, nei pressi di Beauly. (Alla fine, per assicurare il titolo, eressero una lapide commemorativa particolarmente stravagante al Mausoleo di Wardlaw).
Nonostante queste tribolazioni, Fraser comandava comunque la lealtà del suo clan, non da ultimo a causa del tentativo sistematico dei Murray di Atholl di distruggere le proprietà di quei gentiluomini Fraser ben disposti alla causa di Simon. Dopo il suo ritorno da Skye, Simon Fraser comandò circa 300 seguaci armati e con successo tenne un'imboscata a circa 600 Athollmen e soldati governativi nei pressi di Inverness. Simon fu dissuaso dal massacrarli, ma due dei fratelli di Tullibardine furono costretti a baciare la punta della sua spada. In questo, Simon dimostrò di essere in grado di svolgere un ruolo importante di un capo dell'altopiano, quello del leader militare.

## Perdono reale
Lovat cercò di mantenere rapporti con entrambe le fazioni in conflitto, tradendo sia la causa della regina Anna che quella dei giacobiti, ma ottenne un perdono reale.

## Alla corte degli esuli
Dopo la sconfitta nella battaglia di Culloden nel 1746, molti sostenitori giacobiti furono costretti all'esilio. Alcuni trovarono rifugio in Francia, dove la corte giacobita in esilio era guidata da Carlo Edoardo Stuart, noto come "Bonnie Prince Charlie". Questi esuli speravano di ottenere il sostegno delle potenze europee per un'ulteriore ribellione contro il governo britannico.

## Doppi rapporti
Simon Fraser, XI Lord Lovat, era noto per i suoi cambi di lealtà e i suoi doppi giochi. Durante la sua vita, cercò di mantenere rapporti con entrambe le fazioni in conflitto: il casato di Hannover e i giacobiti. Nel 1715, sostenne il casato di Hannover, ma nel 1745 cambiò schieramento e sostenne la pretesa degli Stuart sulla corona del Regno Unito. Questo comportamento gli valse il soprannome di "la Volpe".

## Incarcerazione in Francia
Dopo la sconfitta nella battaglia di Culloden nel 1746, molti sostenitori giacobiti, tra cui Simon Fraser, furono costretti a fuggire e cercare rifugio all'estero. Alcuni trovarono asilo in Francia, dove la corte giacobita in esilio era guidata da Carlo Edoardo Stuart, noto come "Bonnie Prince Charlie". Durante questo periodo, molti giacobiti furono incarcerati o tenuti sotto stretta sorveglianza dalle autorità francesi, che cercavano di mantenere un equilibrio diplomatico con il governo britannico.

## Ritorno in Gran Bretagna e la ribellione del 1715
Simon Fraser, XI Lord Lovat, tornò in Gran Bretagna dopo un periodo di esilio e partecipò alla ribellione giacobita del 1715. Durante questa ribellione, i sostenitori degli Stuart cercarono di restaurare la dinastia Stuart sul trono britannico. Lovat inizialmente sostenne il casato di Hannover, ma successivamente cambiò schieramento e sostenne la causa giacobita.

## Ripristino del titolo e delle proprietà
Dopo la ribellione giacobita del 1715, Simon Fraser riuscì a ottenere il perdono reale e a ripristinare il titolo e le proprietà della sua famiglia. Questo avvenne grazie alla sua capacità di mantenere rapporti con entrambe le fazioni in conflitto e alla sua astuzia politica. Tuttavia, durante la ribellione del 1745, Lovat cambiò nuovamente schieramento e sostenne la causa giacobita, il che portò alla sua cattura e condanna a morte.

## Lovat come capo clan
Come capo del clan Fraser di Lovat, Simon Fraser era noto per la sua capacità di navigare tra le complesse dinamiche politiche e sociali del suo tempo. Era un leader carismatico e abile nel mantenere l'unità del clan nonostante le numerose sfide e conflitti.
Durante la sua leadership, Simon Fraser cercò di proteggere gli interessi del suo clan attraverso alleanze strategiche e cambi di lealtà. Sebbene fosse coinvolto in numerose faide e controversie, riuscì a mantenere il rispetto e la lealtà dei suoi seguaci. La sua astuzia e abilità politica gli valsero il soprannome di "la Volpe".

## Famiglia
Con il matrimonio forzato di Lovat con Amelia Murray nel 1697 opportunamente dimenticato, sposò Margaret Grant nel 1717. Questo matrimonio, ‘il più grande successo delle esperienze matrimoniali di Lovat’ produsse tre figlie femmine (Georgina, Janet, Sibyl) e tre maschi (Simon e Alexander). Simon, nacque nel 1726, e divenne Master of Lovat. Margaret morì nel 1729 ed egli si risposo con la ventitreenne Primrose Campbell quattro anni dopo. Da questa unione nacque un solo figlio, Archibald, ma il matrimonio non si dimostrò felice ed i due si separarono nel 1738.

## Simpatie giacobite
Simon Fraser, XI Lord Lovat, era noto per le sue simpatie giacobite. Durante la sua vita, Fraser mantenne contatti con la corte degli Stuart in esilio e sostenne la causa giacobita in diverse occasioni. Nel 1715, inizialmente sostenne il casato di Hannover, ma nel 1745 cambiò schieramento e appoggiò la pretesa degli Stuart sulla corona del Regno Unito.
Fraser era un abile stratega e cercò di mantenere rapporti con entrambe le fazioni in conflitto, il che gli valse il soprannome di "la Volpe". Durante la ribellione giacobita del 1745, fornì truppe del clan Fraser all'esercito giacobita e partecipò alla battaglia di Culloden, dove gli Highlander furono sconfitti.

## "Il '45"
Il termine "Il '45" si riferisce alla ribellione giacobita del 1745, guidata da Carlo Edoardo Stuart, noto come "Bonnie Prince Charlie". Questa ribellione fu un tentativo di restaurare la dinastia Stuart sul trono britannico. Simon Fraser, XI Lord Lovat, sostenne la causa giacobita durante questa ribellione e fornì truppe del clan Fraser all'esercito giacobita. La ribellione culminò nella battaglia di Culloden nel 1746, dove gli Highlander furono sconfitti dalle forze governative britanniche. Dopo la sconfitta, molti giacobiti, tra cui Simon Fraser, furono catturati e giustiziati per tradimento.

## Processo e esecuzione
Simon Fraser, XI Lord Lovat, fu processato e condannato per alto tradimento a causa del suo coinvolgimento nella ribellione giacobita del 1745. Dopo la sconfitta nella battaglia di Culloden, Fraser fu catturato mentre si nascondeva vicino a Loch Morar dalle truppe governative. Fu portato a Londra e processato per tradimento dalla Camera dei Lord. Fu dichiarato colpevole e condannato a morte.

L'esecuzione di Simon Fraser avvenne il 9 aprile 1747 a Tower Hill, Londra. Fu l'ultimo uomo in Gran Bretagna ad essere giustiziato tramite decapitazione. La sua esecuzione segnò la fine di un'era e fu un evento significativo nella storia britannica.

## Sepoltura
Simon Fraser fu ufficialmente sepolto nella chiesa parrocchiale della Torre di Londra, St Peter ad Vincula, con una targa di ottone che segna il suo luogo di sepoltura. Tuttavia, esiste una teoria di lunga data secondo cui il suo corpo fu rapidamente spostato dai suoi sostenitori e riportato nelle Highlands scozzesi. Recenti esumazioni presso il Mausoleo di Wardlaw a Kirkhill, vicino a Beauly, potrebbero risolvere il mistero del luogo di sepoltura finale di Simon Fraser.

## Cultura di massa
Simon Fraser, XI Lord Lovat, figura come personaggio nel romanzo del 1992 di Diana Gabaldon Il ritorno, che costituisce la seconda parte di L'amuleto d'ambra, il secondo volume della saga di Outlander. In esso, Lovat è il nonno di Jamie Fraser, ed è interpretato da Clive Russell nella seconda stagione dell'adattamento televisivo.

## Ascendenza
|                                |                      |                                                    | Genitori                        |  |  | Nonni |  |  | Bisnonni                       |  |  | Trisnonni                     |  |
|                                |                      |                                                    |                                 |  |  |       |  |  | 8. Simon Fraser, VI lord Lovat |  |  | 16. Hugh Fraser, V lord Lovat |  |
|                                |                      |                                                    |                                 |  |  |       |  |  | 8. Simon Fraser, VI lord Lovat |  |  | 16. Hugh Fraser, V lord Lovat |  |
|                                |                      | 17. Elizabeth Stewart                              |                                 |  |  |       |  |  | 8. Simon Fraser, VI lord Lovat |  |  |                               |  |
| 4. Hugh Fraser, VII lord Lovat |                      |                                                    |                                 |  |  |       |  |  | 8. Simon Fraser, VI lord Lovat |  |  |                               |  |
|                                |                      | 9. Katherine Mackenzie                             | 18. Colin Mackenzie             |  |  |       |  |  |                                |  |  |                               |  |
|                                |                      | 9. Katherine Mackenzie                             | 18. Colin Mackenzie             |  |  |       |  |  |                                |  |  |                               |  |
|                                |                      | 9. Katherine Mackenzie                             | 19. Barbara Grant               |  |  |       |  |  |                                |  |  |                               |  |
| 2. Thomas Fraser, X lord Lovat |                      | 9. Katherine Mackenzie                             |                                 |  |  |       |  |  |                                |  |  |                               |  |
|                                |                      | 10. John Wemyss                                    | 20. David Wemyss                |  |  |       |  |  |                                |  |  |                               |  |
|                                |                      | 10. John Wemyss                                    | 20. David Wemyss                |  |  |       |  |  |                                |  |  |                               |  |
|                                |                      | 10. John Wemyss                                    | 21. Cecilia Ruthven             |  |  |       |  |  |                                |  |  |                               |  |
| 5. Isabel Wemyss               |                      | 10. John Wemyss                                    |                                 |  |  |       |  |  |                                |  |  |                               |  |
|                                |                      | 11. Mary Stewart                                   | 22. James Stewart, I lord Doune |  |  |       |  |  |                                |  |  |                               |  |
|                                |                      | 11. Mary Stewart                                   | 22. James Stewart, I lord Doune |  |  |       |  |  |                                |  |  |                               |  |
|                                |                      | 11. Mary Stewart                                   | 23. Margaret Campbell           |  |  |       |  |  |                                |  |  |                               |  |
| 1. Simon Fraser, XI lord Lovat |                      | 11. Mary Stewart                                   |                                 |  |  |       |  |  |                                |  |  |                               |  |
|                                | 12. Roderick Macleod | 24. Tormod MacLeod                                 |                                 |  |  |       |  |  |                                |  |  |                               |  |
|                                | 12. Roderick Macleod | 24. Tormod MacLeod                                 |                                 |  |  |       |  |  |                                |  |  |                               |  |
|                                | 12. Roderick Macleod | 25. Jill Maclean                                   |                                 |  |  |       |  |  |                                |  |  |                               |  |
| 6. Ian Macleod                 | 12. Roderick Macleod |                                                    |                                 |  |  |       |  |  |                                |  |  |                               |  |
|                                |                      | 13. Isabella Macdonald                             | 26. Donald Macdonald            |  |  |       |  |  |                                |  |  |                               |  |
|                                |                      | 13. Isabella Macdonald                             | 26. Donald Macdonald            |  |  |       |  |  |                                |  |  |                               |  |
|                                |                      | 13. Isabella Macdonald                             | 27. Margaret Macdonald          |  |  |       |  |  |                                |  |  |                               |  |
| 3. Sibylla MacLeod             |                      | 13. Isabella Macdonald                             |                                 |  |  |       |  |  |                                |  |  |                               |  |
|                                |                      | 14. Kenneth Mackenzie, I lord Mackenzie di Kintail | 28. Colin Mackenzie             |  |  |       |  |  |                                |  |  |                               |  |
|                                |                      | 14. Kenneth Mackenzie, I lord Mackenzie di Kintail | 28. Colin Mackenzie             |  |  |       |  |  |                                |  |  |                               |  |
|                                |                      | 14. Kenneth Mackenzie, I lord Mackenzie di Kintail | 29. Barbara Grant               |  |  |       |  |  |                                |  |  |                               |  |
| 7. Sybella Mackenzie           |                      | 14. Kenneth Mackenzie, I lord Mackenzie di Kintail |                                 |  |  |       |  |  |                                |  |  |                               |  |
|                                |                      | 15. Jean Anne Ross                                 | 30. George Ross                 |  |  |       |  |  |                                |  |  |                               |  |
|                                |                      | 15. Jean Anne Ross                                 | 30. George Ross                 |  |  |       |  |  |                                |  |  |                               |  |
|                                |                      | 15. Jean Anne Ross                                 | 31. Marion Campbell             |  |  |       |  |  |                                |  |  |                               |  |
|                                |                      | 15. Jean Anne Ross                                 |                                 |  |  |       |  |  |                                |  |  |                               |  |